# Casa del Futbol Català
La Casa del Futbol Català és un nou projecte de la Federació Catalana de Futbol (FCF) que es situarà a Sant Feliu de Llobregat. L'espai esportiu tindrà una extensió de més de 68.000 metres quadrats on s'hi planteja construir dos camps de futbol 11, un amb una graderia de 1.500 espectadors, un camp de futbol 7 i un pavelló poliesportiu per a futbol sala i futbol platja. En el mateix espai també s'hi farà la seu central de la Federació Catalana de Futbol, el nou edifici de la Mutualitat Catalana de Futbolistes, i una residència per a equips esportius amb 52 habitacions.
El 31 de març del 2023 la FCF va signar un protocol d'intencions amb l'Ajuntament de Sant Feliu de Llobregat per tal de fer-ho possible, en un projecte que preveu donar espai a les entitats catalanes i també a les de la ciutat. El president de la FCF, Joan Soteras, va qualificar la iniciativa com el primer pas per a promoure les seleccions catalanes. El projecte fou promogut per les federacions, l'ajuntament i la Generalitat.